# Inukjuak
Inukjuak (in lingua inuktitut: ᐃᓄᒃᔪᐊᒃ) è un villaggio del Canada, situato nella provincia del Québec, nella regione di Nord-du-Québec.